# الشركة السعودية للأبحاث والنشر
الشركة السعودية للأبحاث والنشر فرع من المجموعة السعودية للأبحاث والتسويق. تأسست عام 1392 هـ 1972م الأمير تركي الفيصل وخاله كمال أدهم مع الأخوين هشام ومحمد علي حافظ، وكان الأولان يملكان 60% من الشركة قبل بيعها إلى الأمير سلمان بن عبد العزيز أمير منطقة الرياض والذي أوكل مهامها إلى إبنه أحمد، وأصبحت واحدة من أهم شركات النشر في العالم العربي. في عام 1975 صدرت صحيفة عرب نيوز أول اليوميات السعودية التي تنشر باللغة الإنجليزية، أعقبتها جريدة الشرق الأوسط عام 1978[بحاجة لمصدر].

## وصلات خارجية
- * فيديو تعريفي بالفروع الدولية للشركة السعودية للأبحاث والنشر على يوتيوب.